# Epigonión
Un epigonión (en griego: ἐπιγόνιον) era un antiguo instrumento de cuarenta cuerdas mencionado por Ateneo, posiblemente de características similares al arpa, introducido por Epígono en el siglo VI a. C.

## Descripción
El epigonión fue inventado (o introducido) a Grecia por Epígono, un músico griego de Ambracia en Epiro, quien estuvo admitido a la ciudadanía en Sición como reconocimiento de su gran capacidad musical, habiendo sido reconocido por ser de los primeros en puntear las cuerdas con sus dedos, en vez de utilizar el plectro. El instrumento, el cual Epígono introdujo tenía cuarenta cuerdas.
Indudablemente se trataba de una clase de arpa, un instrumento de tantas cuerdas de longitudes diferentes, para la tensión y el grosor sólo difícilmente podrían haber producido cuarenta sonidos diferentes, o incluso veinte, suponiendo que  estuvieron arreglados en pares de unísonos. Las cuerdas de longitudes variables requieren a un marco similar al arpa, o el kithara egipcio.
Epígono era también un especializado citarista y tocaba con sus manos sin plectro (o púa). No hay un registro del lapso de tiempo que Epígono vivió. Vincenzo Galilei nos ha dado una descripción del epigonión acompañado por una ilustración, representando su concepción del instrumento antiguo, un salterio íntegro con el esbozo del claveciterío (pero sin teclado).
Juba II, rey de Mauritania, dijo que Epígono tocaba el instrumento con los dedos de ambas manos, utilizándolo como un acompañamiento a la voz, pero introduciendo pasos cromáticos, o un coro sobre el instrumento, y viceversa para acompañar la voz.

## Reconstrucción del sonido
En 2008, los miembros de la agrupación Ancient Instruments Sound (reconstruccionistas) crearon un proyecto para simular el sonido del epigonión en un sintetizador. Entre otros recrearon el sonido del salpinx, el aulos, el barbitón, y el syrinx.